# Alternanthera bettzickiana
Alternanthera bettzickiana, comúnmente conocida como planta calico, es una especie la familia Amaranthaceae. Se usa comúnmente como una planta ornamental para bordes. Originaria de América del Sur, su cultivar 'Red' es similar en apariencia a algunas de las variedades A. dentata y A. brasiliana

## Descripción
Es una hierba perenne que mide entre 20 y 50 cm de altura y tiene hojas variegadas. Sus tallos ramificados tienen sección circular hacia la base y cuadrangular hacia la cúspide. Presentan algunos pelos en los nudos y el ápice, así como al nivel de los pecíolos cortos (de 1 a 4 mm de largo). El limbo foliar mide de 1 a 6 mm de largo y de 0,5 a 2 mm de ancho. Es de color verde, rojo o verde teñido de rojo o amarillo. Su forma es ovalada, a veces un poco alargada o espatulada. No es plano sino ligeramente ondulado.
La floración tiene lugar a finales del verano. Las inflorescencias son terminales o axilares; hay entre 2 y 5 por pedúnculo floral. Las brácteas miden de 1,5 a 3 mm de largo y son acuminadas. La corola y el cáliz son tépalos blancos, siendo los más externos más largos (3 o 4 mm) y pilosos que los internos. Hay 5 estambres con anteras lineares. El ovario es liso, de estilo muy corto.

## Cultivo
Es particularmente popular en China, donde se cultiva en casi todas las grandes ciudades. Prospera de pleno sol a sombra parcial, la planta se ha naturalizado en el sudeste de Queensland, Australia, donde crece en los bosques, pero también se puede encontrar a lo largo de los caminos a través de la selva tropical. También se recolecta de la naturaleza por sus hojas comestibles, que pueden ayudar a los niños anémicos.